# Segurança alimentar

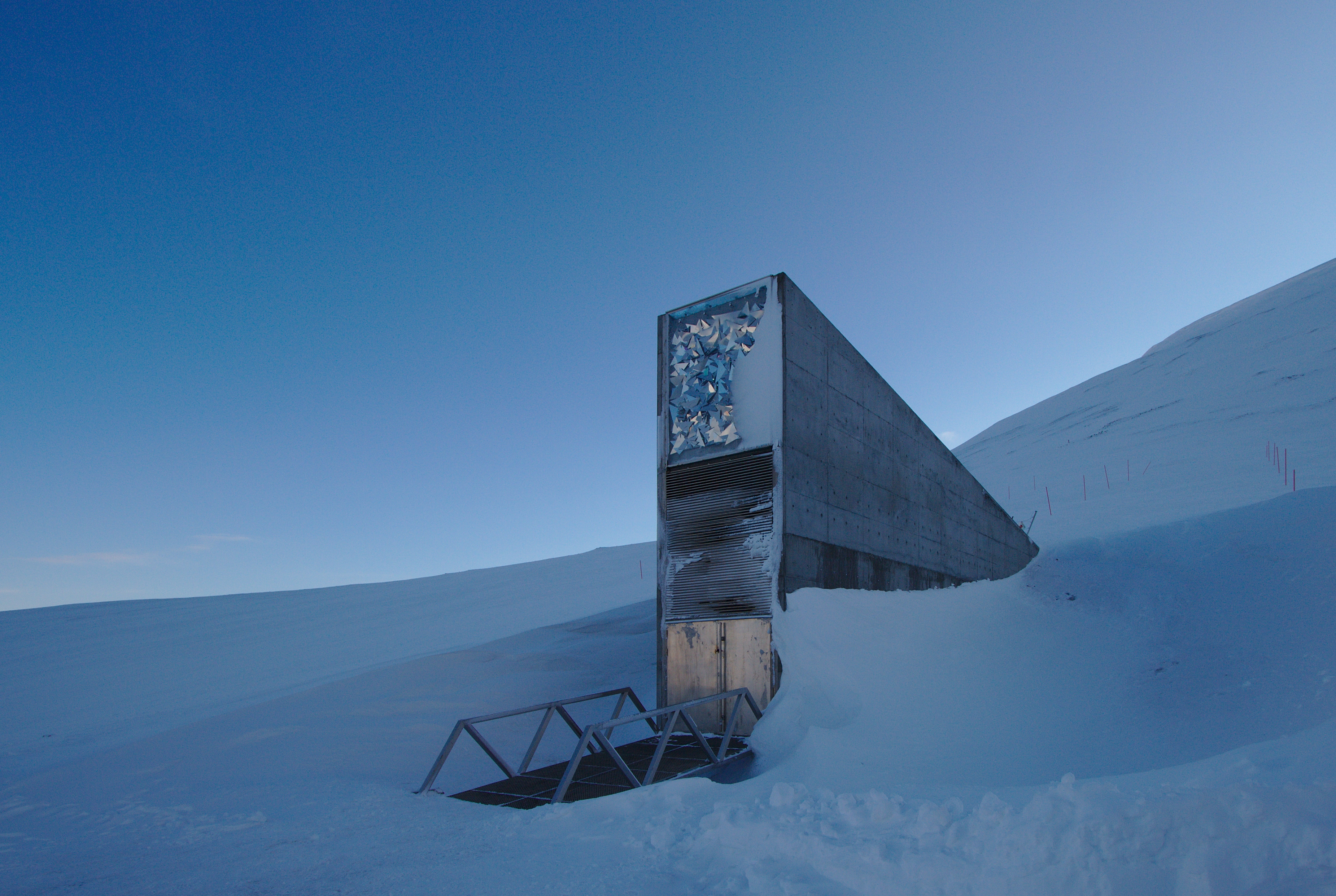
Silo Global de Sementes de Esvalbarde, Noruega, criado em 2008 com apoio da Organização das Nações Unidas para Alimentação e Agricultura (FAO), para preservar sementes usadas na agricultura de todo o mundo.

Segurança alimentar é um termo que começou a ser utilizado durante a Primeira Guerra Mundial na Europa. Com a traumática experiência da guerra, vivenciada sobretudo na Europa, tornou-se claro que um país poderia dominar o outro controlando seu fornecimento de alimentos. A alimentação seria, assim, uma arma poderosa, principalmente se aplicada por uma grande potência em um país que não tivesse a capacidade de produzir por conta própria e suficientemente seus alimentos. Portanto, esta questão adquiria um significado de segurança nacional para cada país, apontando para a necessidade de formação de estoques estratégicos de alimentos e fortalecendo a ideia de que a soberania de um país dependia de sua capacidade de autossuprimento de alimentos.
A segurança alimentar é o estado de ter acesso confiável a uma quantidade suficiente de alimentos nutritivos e acessíveis. A disponibilidade de alimentos para pessoas de qualquer classe e estado, género ou religião é outro elemento da segurança alimentar. Da mesma forma, considera-se que a segurança alimentar das famílias existe quando todos os membros de uma família têm, em todos os momentos, acesso a alimentos suficientes para uma vida ativa e saudável. Indivíduos que têm segurança alimentar não vivem com fome ou medo de passar fome. A segurança alimentar inclui resiliência a futuras interrupções no fornecimento de alimentos. Tal perturbação poderia ocorrer devido a vários fatores de risco, tais como secas e cheias, interrupções no transporte marítimo, escassez de combustível, instabilidade económica e guerras. A insegurança alimentar é o oposto da segurança alimentar: um estado em que há apenas disponibilidade limitada ou incerta de alimentos adequados.
O conceito de segurança alimentar evoluiu ao longo do tempo. Os quatro pilares da segurança alimentar incluem disponibilidade, acesso, utilização e estabilidade. Além disso, há mais duas dimensões importantes: agência e sustentabilidade. Estas seis dimensões da segurança alimentar são reforçadas nas conceções conceptuais e jurídicas do direito à alimentação. A Cimeira Mundial da Alimentação de 1996 declarou que “os alimentos não devem ser utilizados como instrumento de pressão política e económica”.
Existem muitas causas para a insegurança alimentar. Os mais importantes são os altos preços dos alimentos e as interrupções no fornecimento global de alimentos, por exemplo, devido a guerras. Há também alterações climáticas, escassez de água, degradação da terra, doenças agrícolas, pandemias e surtos de doenças que podem levar à insegurança alimentar.
Os efeitos da insegurança alimentar podem incluir fome e até mesmo escassez de alimentos. A insegurança alimentar crónica traduz-se num elevado grau de vulnerabilidade à fome e à inanição. A fome crónica e a subnutrição na infância podem levar ao atraso do crescimento das crianças. Uma vez ocorrido o nanismo, a melhora da ingestão nutricional após os dois anos de idade não é capaz de reverter os danos. A desnutrição grave na primeira infância muitas vezes leva a defeitos no desenvolvimento cognitivo.

## Definição
A segurança alimentar, tal como definida pela Cimeira Mundial da Alimentação em 1996, é "quando todas as pessoas, em todos os momentos, têm acesso físico e económico a alimentos suficientes, seguros e nutritivos que satisfaçam as suas necessidades alimentares e preferências alimentares para uma vida ativa e saudável".
A insegurança alimentar, por outro lado, conforme definida pelo Departamento de Agricultura dos Estados Unidos (USDA), é uma situação de "disponibilidade limitada ou incerta de alimentos nutricionalmente adequados e seguros ou capacidade limitada ou incerta de adquirir alimentos aceitáveis de formas socialmente aceitáveis".

## Medição

Globalmente e em todas as regiões, exceto na Oceania, a prevalência de insegurança alimentar é maior entre as mulheres do que entre os homens.

A segurança alimentar pode ser medida pelo número de calorias a digerir por pessoa por dia, disponível no orçamento familiar. Em geral, o objetivo dos indicadores e medições de segurança alimentar é capturar alguns ou todos os principais componentes da segurança alimentar em termos de disponibilidade, acessibilidade e utilização/adequação de alimentos. Embora a disponibilidade (produção e fornecimento) e a utilização/adequação (estado nutricional/medição antropométrica) sejam mais fáceis de estimar e, portanto, mais populares, a acessibilidade (a capacidade de adquirir uma quantidade e qualidade suficientes de alimentos) continua em grande parte ilusória. Os fatores que influenciam a acessibilidade alimentar das famílias são muitas vezes específicos do contexto.

## Tendências
Quando Hipócrates disse: "Faça do alimento sua Medicina, e da Medicina seu alimento", provavelmente já tinha consciência de que boa parte dos problemas de saúde do ser humano, vem do consumo de alimentos e água de má qualidade, assim como um bom estado de saúde e equilíbrio, depende de alimentos e água saudáveis.
Atualmente, com o objetivo de produzir alimentos em quantidade suficiente para alimentar uma população grande e crescente a preços competitivos, usam-se, muitas vezes, tecnologias agrícolas inadequadas, nas quais compostos perigosos contaminam os alimentos e, consequentemente, os consumidores. Entre estes procedimentos estão o uso indiscriminado de agrotóxicos, hormônios e antibióticos para animais e aditivos.
A exploração de recursos naturais com aplicação de técnicas não responsáveis, como o uso de mercúrio em áreas de garimpo, o descarte de resíduos contendo cádmio, como em baterias de celular, por exemplo, contaminam o lençol freático e, consequentemente, o solo e as cultura irrigadas com esta água. Em grandes áreas urbanas, a presença de elevada concentração de produtos de limpeza e hormônios e inseticidas também são uma fonte de riscos, especialmente quando estes resíduos são lançados em rios que servem como fonte de abastecimento hídrico para a agricultura, a pecuária, a indústria e consumo humano.
No entanto, o aumento do rigor da legislação, a criação de órgãos governamentais que atuam na fiscalização, um maior esclarecimento por parte da população e o desenvolvimento de "tecnologias limpas" têm permitido significativa redução destes perigos.
Uma das tendências mais importantes no processo de segurança alimentar é a implantação do rastreamento de campo ao prato do consumidor. Isso esta na prioridade máxima de vários setores, principalmente daqueles que sofrem com a falsificação de seus produtos, fato que pode por em risco a credibilidade dos mesmos e causar grandes prejuízos financeiros em casos de contaminação. 
Hoje já existem várias soluções de rastreamento como por exemplo a da Paripassu, que permite ao consumidor acessar o caminho percorrido pelo produto desde a propriedade onde foi colhido até o ponto de venda onde foi adquirido. Isso é claro, desde que todos participantes da cadeia produtiva participem deste rastreamento.

### Segurança alimentar em políticas de combate à fome
Uma nova designação para "segurança alimentar" também têm sido usada recentemente para defini-la como o estado existente quando todas as pessoas, em todos os momentos, têm acesso físico e econômico a uma alimentação que seja suficiente, segura, nutritiva e que atenda às necessidades nutricionais e preferências alimentares, de modo a propiciar vida ativa e saudável.
Neste sentido, a segurança alimentar é vista como objeto de política pública, como foi o caso do programa Fome Zero do governo brasileiro. Vários municípios e estados têm formulado e implementado políticas locais de segurança alimentar. Algumas entidades, como o Instituto Pólis, também têm formulado propostas neste campo, o que demonstra que o tema foi incorporado pelo governo e pela sociedade civil. No Brasil, o CONSEA - Conselho Nacional de Segurança Alimentar e Nutricional, criado em 2003, auxilia a formulação de políticas do governo para garantir o direito dos cidadãos à alimentação.
A Política Nacional de Alimentação e Nutrição (PNAN), define segurança alimentar como a garantia de que as famílias tenham acesso físico e econômico regular e permanente a um conjunto básico de alimentos em quantidade e qualidade significantes para atender aos requerimentos nutricionais.

## Segurança Alimentar no Brasil
Apesar de se tratar de um país rico em biodiversidade, o Brasil ainda possui grandes barreiras quando se trata em extinguir a fome. Para se ter ideia a pratica do auto consumo, atividade que garante acesso direto a alimentos não é capaz de suprir as necessidades alimentares de produtores rurais brasileiros.